# Бричка

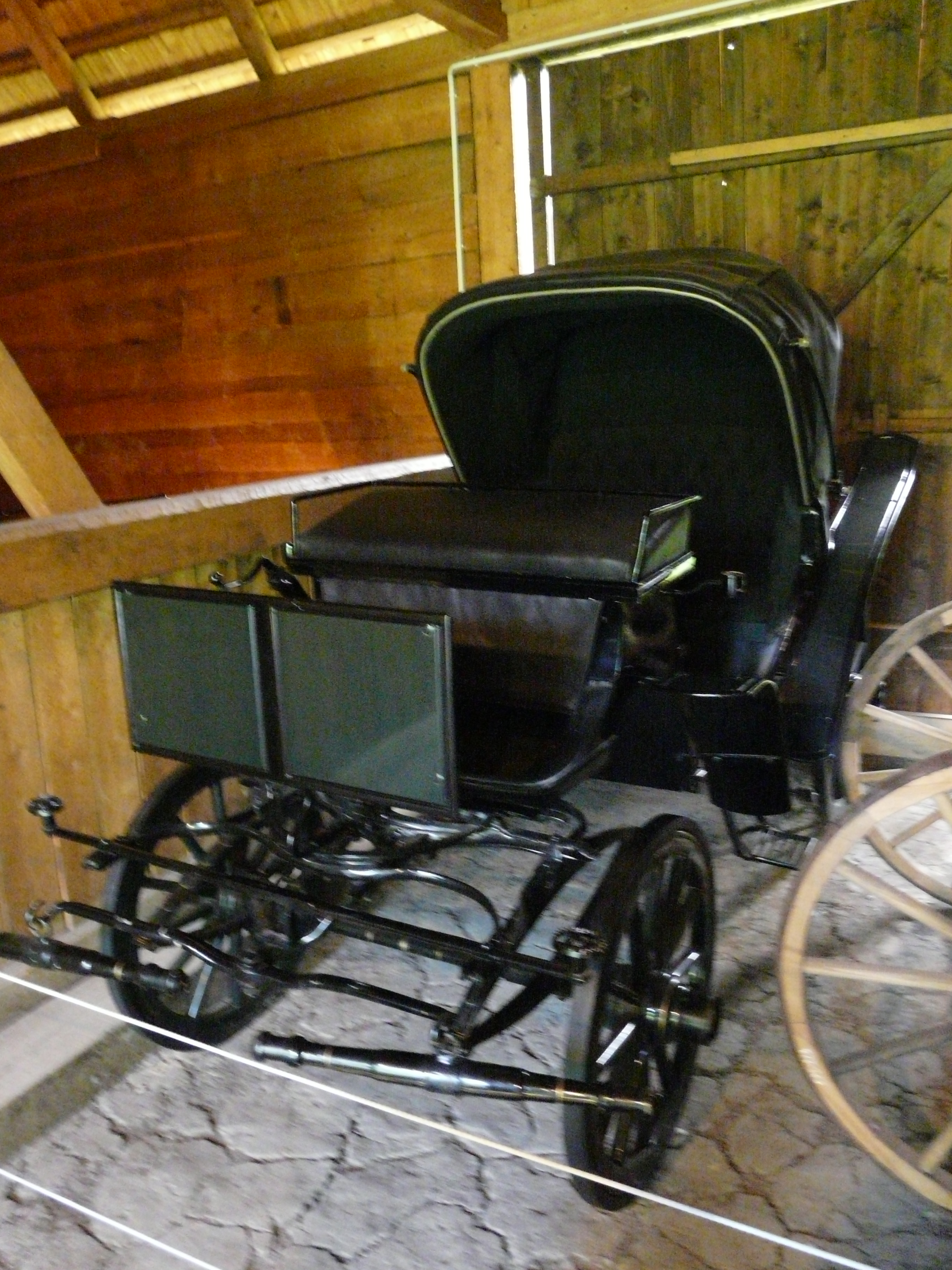
Бричка

Бри́чка (пол. bryczka, далі через нім. Birutsche сходить до італ. biroccio — «двоколка») — легкий візок для їзди, іноді з відкидним верхом.

## Опис
Кузов брички міг бути як відкритим, так і закритим (чи відкидатися), і кріпився на двох еліптичних ресорах. Верх робили шкіряним, плетеним або дерев'яним, іноді його утеплювали; були моделі і без верху. У Російській імперії брички робили зазвичай без ресор, тоді як в Західній Європі частіше на ресорах і з відкидним верхом. У Польщі нерідко брички були двоколісними (як різновид фаетона, тільки менші).
У бричку запрягали одного або пару коней.
Кучер міг сидіти на козлах або поруч з пасажиром.
Використавши м'яку ходу брички на ресорах, у війську Махна з них робили тачанки.

## У літературі
|  | — До дідька! — лаявся тепер він. — Чому сі недотепи не змусили бричку проїхати під аркою?! Се якраз був би тисячний шанувальник тринадцятої австро-турецької війни! — порпався він у своїх паперах. Тим часом бричка в’їхала на подвір’я, здійнявши хмару куряви. За нею влетіло і четверо гайдуків. Олександр Гаврош ПРИГОДИ ТРИЧІ СЛАВНОГО РОЗБІЙНИКА ПИНТІ |

|  | Роман став у тіні дерева біля церкви Успіння Пречистої Діви Марії. Тут його увагу привернули коні, які з’їжджали згори. Гарні вороні коні були запряжені в гарну збрую. Позаду котилася невелика бричка, пофарбована в зелений колір. Спереду сидів середніх років фірман, тримаючи в руках віжки та батіг. .* * *. Після обіду на подвір’ї Бренделів була метушня. Бричку ще в переддень помили і місцями підфарбували зеленим. Ще зранку наймит із Никоном натерли крейдою до блиску мідні бляшки на посторонках і вуздечках. Четверо буланих жеребців уже були запряжені в бричку, і Ніка з силою їх стримував. Жеребці гризли вудила, з кінських морд капала піна, копитами гребли під собою землю. З боку здавалося: пусти цих коней з бричкою на волю, то вони рознесуть її на друзки. Дмитро Мохорук. Зів'ялі ружі |

|  | ...Василина Сашпорівна була дуже задоволена з її архітектури і завжди жалкувала, що вийшли з моди старовинні екіпажі. Сама будова брички трохи набік, тобто так, що правий бік її був значно вищий за лівий, дуже їй подобалася, бо, з одного боку, як вона казала, може влазити низенький, а з другого — високий. Зате всередині брички могло вміститися штук п'ять малорослих, і троє таких, як тітонька. Десь опівдні Омелько, впоравшись з бричкою, вивів зі стайні троє коней, трохи, може, молодших од брички, і почав їх прив'язувати вірьовкою до величного екіпажа. Іван Федорович і тітонька, один з лівого боку, друга з правого, влізли у бричку, і вона рушила. Мужики, що траплялися по дорозі, бачивши такий багатий екіпаж ... шанобливо зупинялися, знімали шапки і вклонялися до пояса. Вечори на хуторі біля Диканьки. Збірка. Микола Гоголь |

## Галерея

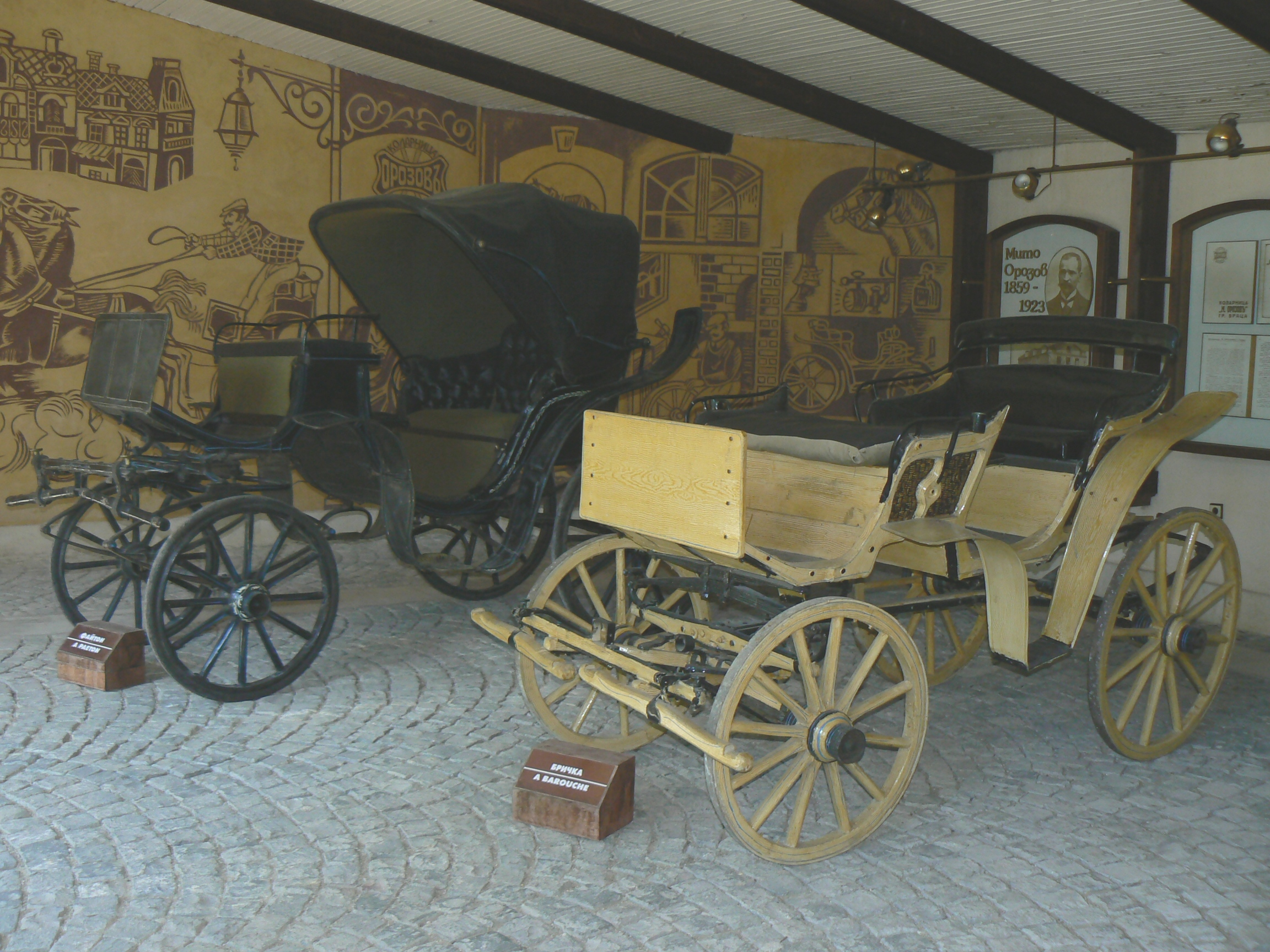
Фаетон і бричка початку 20-го століття, вироблені на заводах Мито Орозова у Враці. Виставка етнографічного та ренесансного комплексу "Св. Софроній Врачанський" у Враці, Болгарія
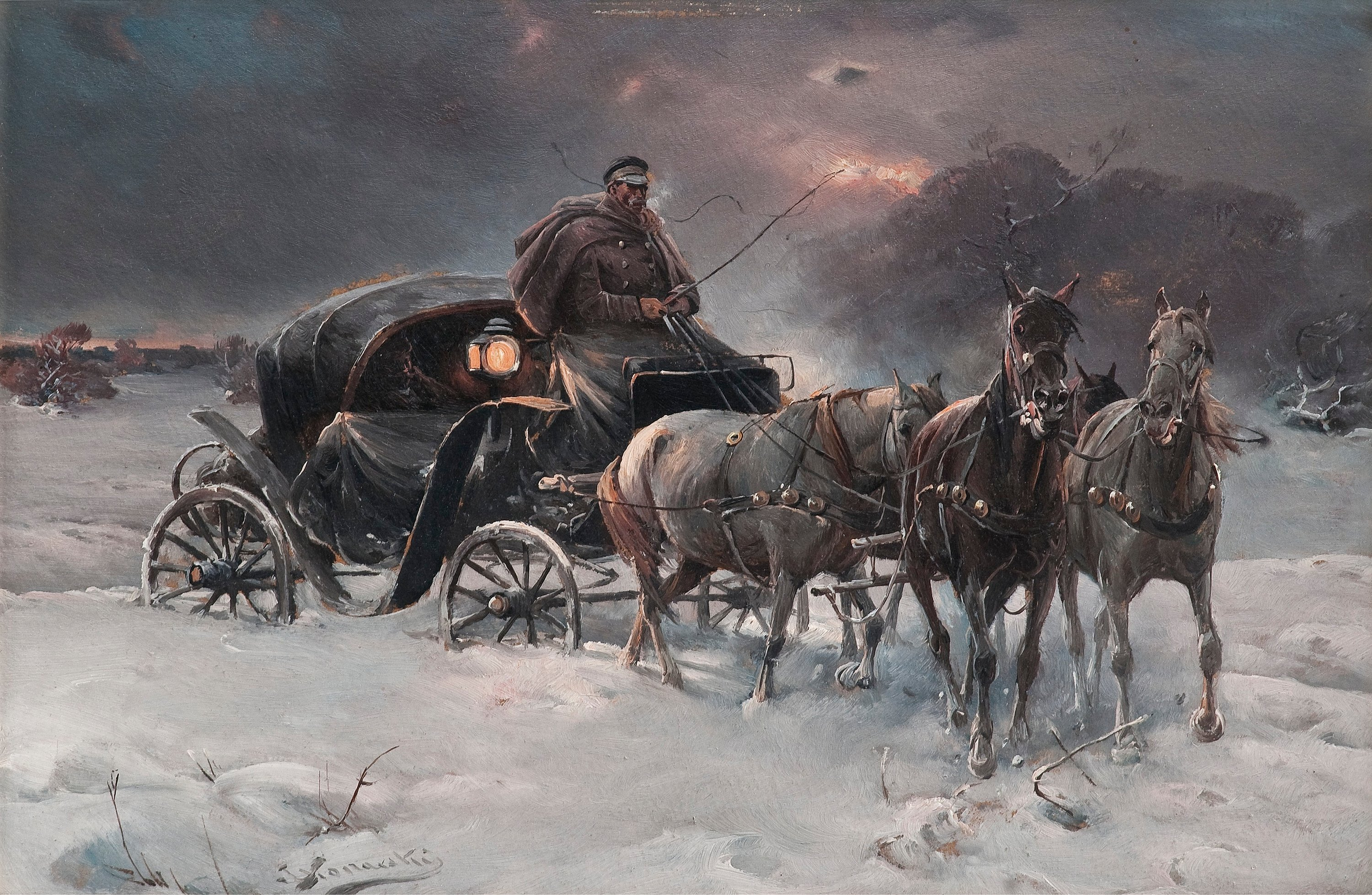
Альфред Веруш-Ковальський  (1849–1915), Мандрівник  в зимову ніч, друга половина 19 ст
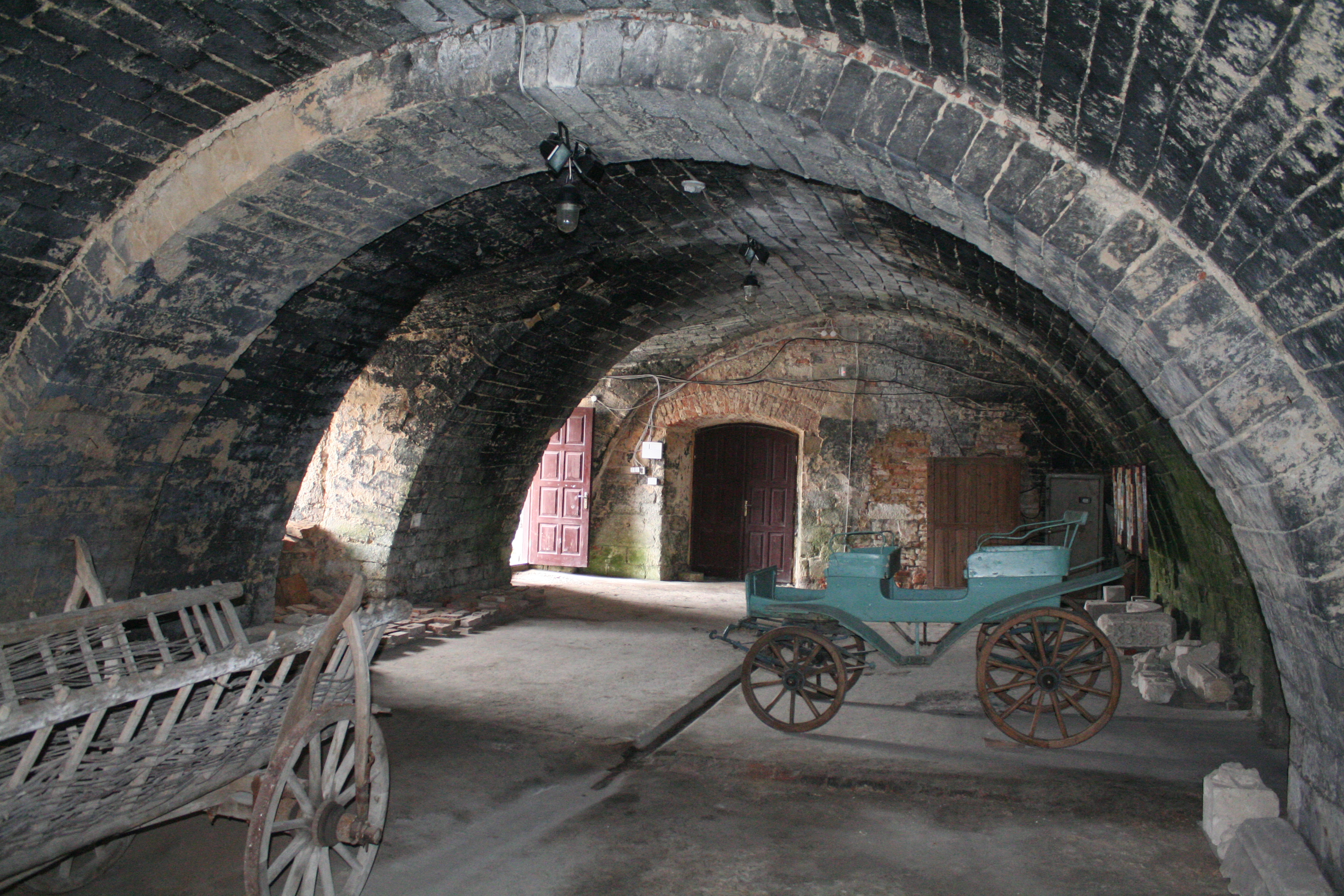
Бережанський замок
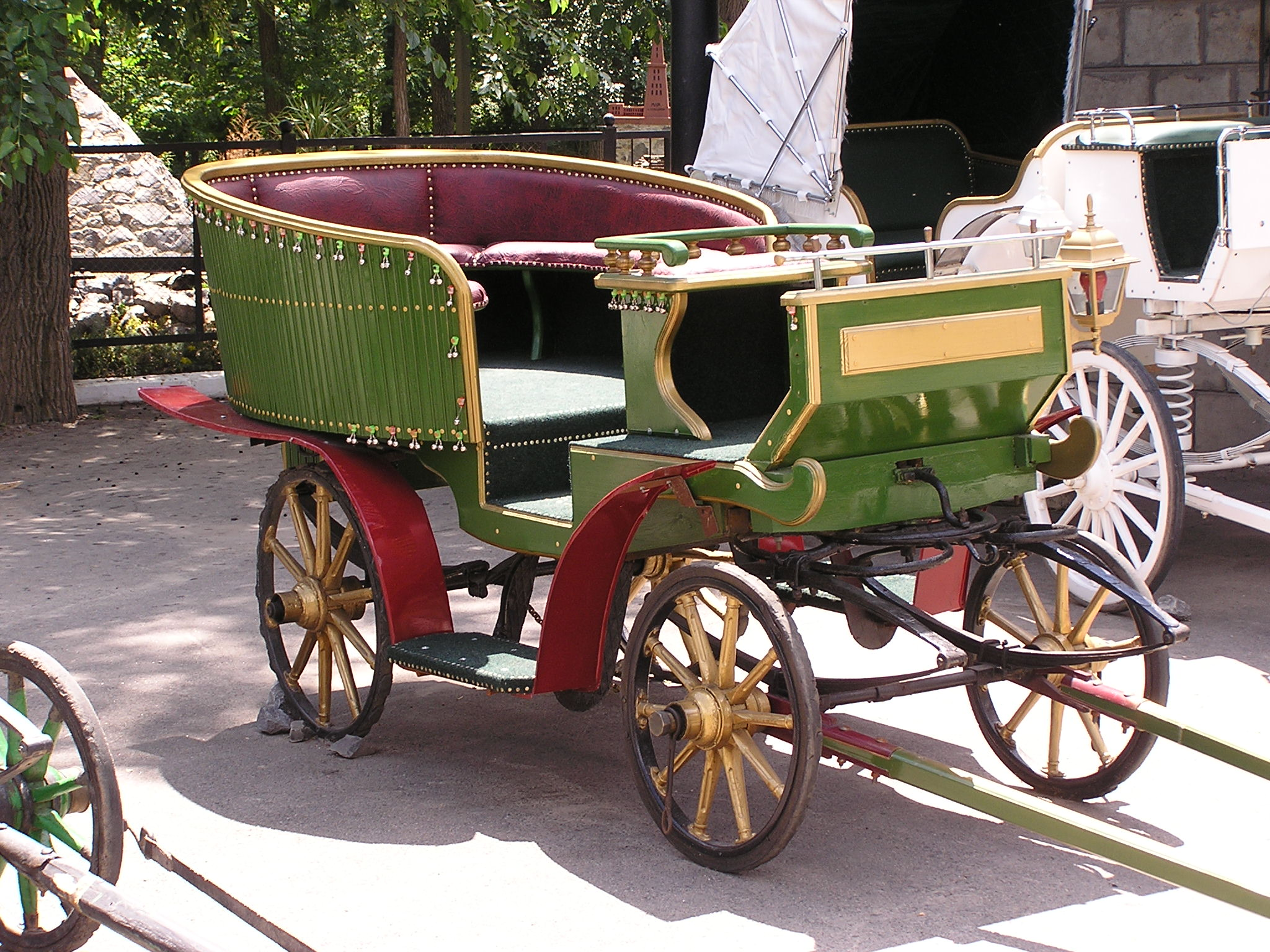
Бричка з Докучаєвська
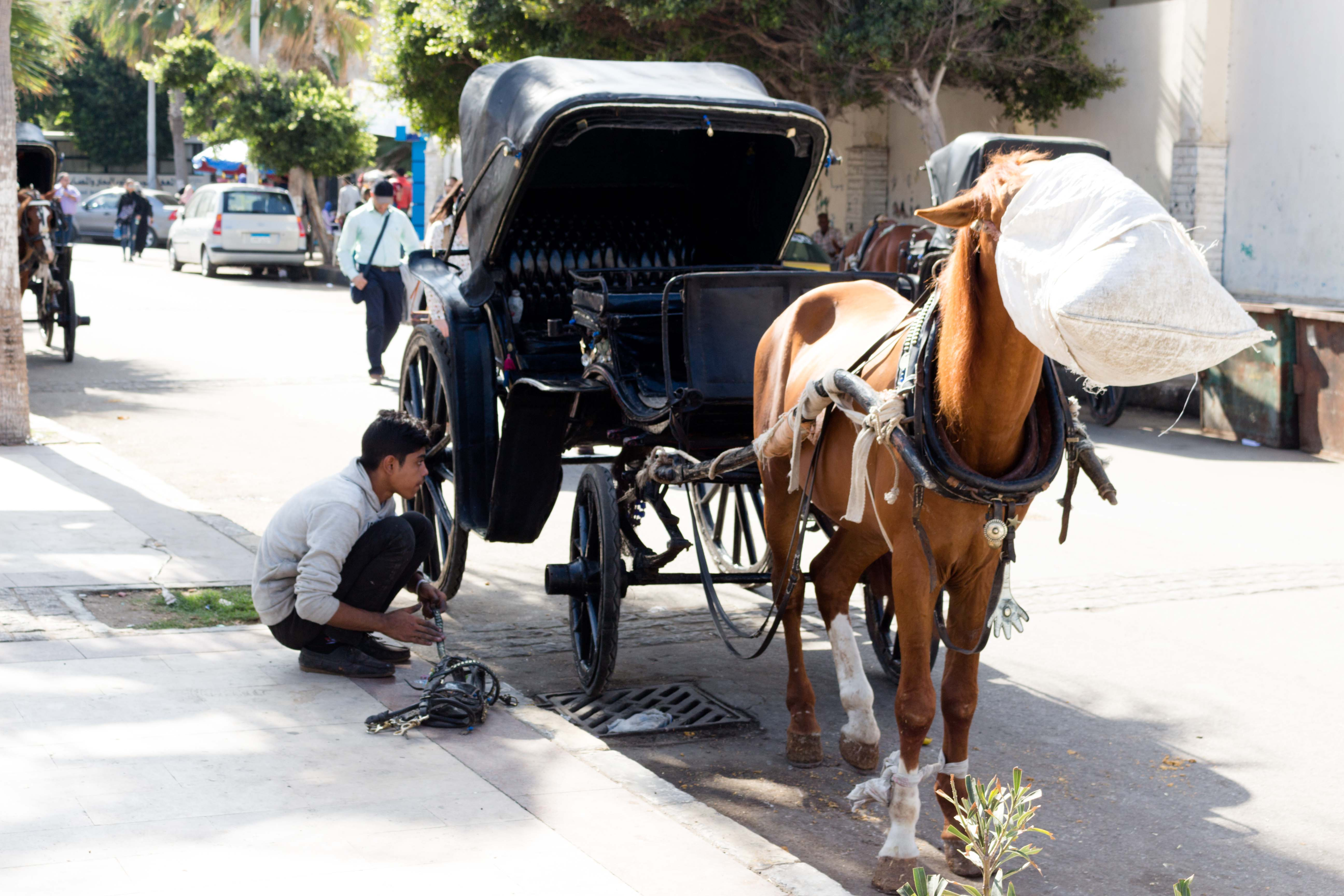
ТО-1
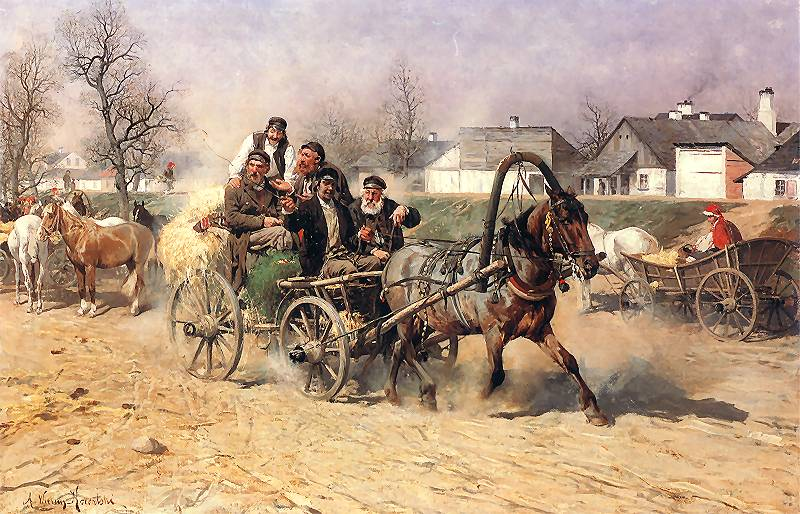
Альфред Веруш-Ковальський  (1849–1915). Повернення з ярмарку